# Elecciones presidenciales de Estados Unidos de 2012 en Nueva Jersey
Las  Elecciones presidenciales de Estados Unidos en Nueva Jersey de 2012 se llevó a cabo el 6 de noviembre de 2012, como parte de las Elecciones presidenciales de Estados Unidos de 2012 en la cual los 50 estados más el Distrito de Columbia participó. Los votantes de Nueva Jersey eligieron a 14 electores para que los representaran en el  Colegio Electoral a través de un voto popular que enfrenta al titular  Demócrata el  Presidente Barack Obama y su compañero de fórmula, el  Vicepresidente Joe Biden, contra el  Republicano retador y ex  Gobernador de Massachusetts Mitt Romney y su compañero de fórmula, el  Congresista Paul Ryan.
Debido a la dificultad de llegar a los lugares de votación debido al daño causado por el huracán Sandy, a los votantes que fueron desplazados se les permitió votar electrónicamente. Los funcionarios no estaban preparados para los 15 minutos que tomaron para validar cada solicitud, y fueron rechazados por los votantes que no fueron desplazados que solicitaban votar electrónicamente, por lo que la votación se extendió hasta el viernes 9 de noviembre a las 8 PM. Las solicitudes debían enviarse antes de las 5 PM. votación por correo electrónico de New Jersey sufre fallas importantes, la fecha límite se extendió hasta el viernes.
Nueva Jersey fue ganado por el presidente Obama con el 58.38% de los votos contra el 40.59% de Romney, un margen de victoria del 17.79%. Nueva Jersey fue una de solo seis los estados se inclinan a favor del presidente Obama entre 2008 y 2012, lo que le otorga la mayor proporción de votos para un candidato presidencial demócrata en el estado desde 1964 Deslizamiento demócrata.
- Datos: Q17100287
- Multimedia: United States presidential election in New Jersey, 2012 / Q17100287